# Chorion
Chorion (łac. chorion, chorium) – osłona jajowa występująca u rozmaitych grup bezkręgowców (m.in. u owadów, skorupiaków, wijów, pajęczaków, mięczaków i pierścienic). U kręgowców termin używany jest w dwóch znaczeniach. Pierwsze odnosi się do osłony przejrzystej (łac. zona pellucida) – w tym znaczeniu termin ten używany jest zwłaszcza u promieniopłetwych. Drugie znaczenie odnosi się do błony płodowej owodniowców, w języku polskim nazywanej kosmówką.
Chorion u większości zwierząt jest strukturą wielofunkcyjną. Oprócz ochrony rozwijającego się zarodka może brać udział w przywabianiu plemników, kapacytacji, indukcji reakcji akrosomalnej czy blokowaniu polispermii.
U owadów chorion jest jedną z dwóch, obok błony żółtkowej osłon jajowych. W najbardziej podstawowej formie ma gładką lub żeberkowatą powierzchnię. Często jest jednak silnie zróżnicowany. Występować mogą na nim m.in. mikropyle, aeropyle, hydropyle, stylki, wyrostki oddechowe czy wieczko. U większości owadów prekursory chorionu wytwarzane są w komórkach nabłonka folikularnego i magazynowane w czasie witelogenezy w wakuolach sekrecyjnych. W przypadku chorionów o zróżnicowanej strukturze poszczególne ich regiony są syntetyzowane przez osobne populacje komórek folikularnych, różniących się tak budową jak i funkcją. Prekursory chorionu uwalniane są po witelogenezie do przestrzeni między nabłonkiem folikularnym a oocytem. Zwykle formowanie błony żółtkowej poprzedza formowanie chorionu, ale w niektórych grupach obie osłony jajowe powstają w tym samym czasie.